# Calicivirus félin
Feline calicivirus
Pour les articles homonymes, voir FCV.
Espèce
Le calicivirus félin, Feline calicivirus, ou le FCV, est une espèce de virus de la famille des Caliciviridae. Il est responsable de la calicivirose chez les chats. C'est l'une des deux infections respiratoires les plus importantes chez les chats, l'autre étant l'herpès virus. Le FCV peut être identifié chez environ 50 % des infections respiratoires félines. Les guépards sont une autre espèce de la famille Felidae exposée à être contaminée naturellement.

## Structure virale et pathogenèse
Des souches du FCV peuvent varier dans leur virulence (c'est-à-dire le degré de pathogénicité au sein d'un groupe ou d'une espèce des micro-organismes, ou des virus, tel que l'on obtient en fonction des taux de fatalité et/ou de capacité de l'organisme à envahir les tissus de son porteur). Étant un virus à ARN, le génome du FCV possède une grande élasticité. Cela le rend plus adaptable aux exigences de l'environnement dans lequel il se trouve. Non seulement cela fait le développement des vaccins contre le FCV plus difficile, mais également permet à ce virus le développement des souches plus virulentes. Il a été démontré que chez les chats qui sont régulièrement infectés, le gène de l'une des protéines principales de la capside (une couche qui entoure le génome) est capable d'évoluer grâce à la sélection positive menée par le système immunitaire, ce qui permet à ce virus d'échapper à la détection par celui-ci.
Une forme du FCV est responsable d'une maladie chronique chez les chats qui est particulièrement violente, similaire à la maladie hémorragique virale du lapin (qui est également provoquée par un calicivirus). Ce virus est connu sous le nom de gingivostomatite chronique" (virulent systematic feline calicivirus) (VS-FCV) ou FCV-associated virulent systematic disease (VSD) ("La maladie chronique aiguë associée à FCV"). Cette maladie est provoquée par une attaque virale direct au niveau de l'épithélium et l'endothélium, ainsi qu'au niveau du système immunitaire. Les souches de cette maladie se sont probablement développés indépendamment l'une de l'autre depuis leur découverte. Cela qui signifie que tous les VS-FCV ne proviennent pas du même sujet qui aurait déclenché cette maladie. La plupart des éruptions du Calicivirus Féline Chronique (VS-FCV) a été observée aux États-Unis. Le premier cas a été signalé en 1998 en Californie du Nord.
La prévalence du FCV varie en fonction de l'environnement dans lequel il se trouve. Chez les chats d'appartement, le FCV concerne environ 10 % de chats (porteurs sains et chats positifs confondus), tandis que la prévalence dans les refuges et les chatteries est de 25 % à 40 %.
Le calicivirus félin se reproduit dans les tissus respiratoires et est dissimulé dans la salive, les matières fécales, l'urine, et les sécrétions respiratoires. Il peut être transmis par l'air, oralement, et par les fomites (ou vecteurs passifs de transmission). Les chats infectés excrètent le virus généralement pendant deux semaines. Après cette période, les malades soit n'excrètent plus jamais ce virus soit deviennent des porteurs sains (latents) et excrètent le virus de façon permanente ou intermittente. La co-infection avec une autre maladie, le plus souvent l'herpès virus félin ou immunodéficience félin, résulte en une maladie beaucoup plus grave.

## Signes cliniques

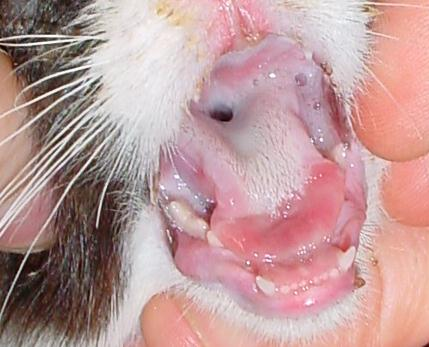
L'infection par le calicivirus chez le chat se manifeste par une ulcération au niveau de la partie rostrale de la langue et à l'arrière-bouche (faucitis), une gingivite et une hypersalivation (ptyalisme). Une rhinite peut être également présente.

Les signes cliniques des chats infectés par le FCV peuvent apparaître aigus, chroniques ou ne pas apparaître du tout. Les infections latentes ou subcliniques peuvent devenir rapidement cliniques quand le chat est stressé, lors d'une adoption par exemple. Les signes aigus du calicivirus sont la fièvre, la conjonctivite, l'écoulement nasal, l'éternuement et l'ulcération de la langue (stomatite).  Une pneumonie peut s'ensuivre comme une infection bactérienne secondaire. En plus d'une stomatite, certains chats peuvent développer une polyarthrite, les deux étant probablement le résultat du dépôt du complexe-immun.  La stomatite et la polyarthrite peuvent se développer sans apparition des signes d'infection des voies respiratoires, par contre fièvre et un manque d'appétit peuvent survenir . Moins fréquemment, une glomérulonéphrite (maladie des reins) peut apparaître dans le cas des malades chroniques, survenant après le dépôt du complexe-immun.  La grande variabilité des signes cliniques de chaque cas du FCV est le résultat d'une virulence importance de toutes les souches de ce virus.
Le VS-FCV peut provoquer rapidement une épidémie, avec un taux de mortalité pouvant atteindre jusqu'à 67 %. Les premiers signes cliniques incluent l'écoulement des yeux et du nez, l'ulcération de la bouche, l'anorexie, la léthargie. Généralement ils surviennent dans les cinq premiers jours. Les signes suivants sont la fièvre, œdème (gonflement) des pattes et du visage, jaunisse, et syndrome de défaillance multiviscérale.
Sans tests spécifiques, le diagnostic du FCV est difficile. Tout cela à cause des symptômes ressemblant à ceux des autres maladies respiratoires félines, en particulier du coryza. La présence d'une stomatite peut signifier la présence du calicivirus félin. Les tests spécifiques incluent le virus en culture microbiologique, le test PCR Réaction en chaîne par polymérase, et l'immunohistochimie.

## Traitement et prévention
Il n'existe aucun traitement spécifique du FCV à ce jour. Les antibiotiques sont utilisés pour les infections bactériennes concomitantes, et en immunothérapie les stimulants du système immunitaire tel que lymphocyte T-cell immune modulator sont utilisés pour renforcer celui-ci. Des soins intensifs et réhydratation sont employés dans les cas de chats déshydratés et anorexiques. Les Corticoïdes ou l'azathioprine peuvent être utilisés dans le cas de polyarthrite. La Stomatite est très difficile à soigner. Antibiotiques, corticoïdes et l'extraction dentaire sont également employés avec des taux de réussite différents. Les chats sous corticoïdes doivent être sous une surveillance constante en cas d'aggravation de l'infection d'appareil respiratoire supérieur. 
L'immunité naturelle provenant des anticorps maternels (immunité passive), protège les chatons pendant trois à neuf semaines. Après cette période, les chatons sont susceptibles d'être infectés par le FCV. Une infection précédente ne garantit pas une immunisation à vie car vu la dissimilitude des codes des antigènes une infection par le VS-FCV est possible. Toutefois, après l'âge de trois ans les infections par le FCV deviennent bénignes ou asymptomatique (pas de symptômes). Une vaccination contre le FCV n'empêchera pas la maladie, mais peut réduire son intensité. Le vaccin contre le FCV est de deux types, inactivé (ATCvet code: « I06AA07 ») et atténué (actif mais non virulent, de compositions différentes). Les deux ont été prouvés être efficaces pendant au moins trois ans. La version atténuée du vaccin contre le FCV a tendance à provoquer des infections bénignes des voies respiratoires supérieures.  Le vaccin inactif n'a pas les mêmes effets secondaires mais peut provoquer des inflammations locales et peut rendre le chat prédisposé à sarcome félin, la tumeur post-vaccinale (vaccine-associated sarcoma). Le seul vaccin autorisé contre le VS-FCV est CaliciVax, fabriqué par Fort Dodge Animal Health, une division de Wyeth.  Ce vaccin contient également une souche du calicivirus traditionnel. Comme le VS-FCV s'est développé à partir des souches différentes du FCV, il n'est pas dit que le vaccin contre une souche virulente sera efficace contre toutes les autres souches du même virus.
Une quarantaine est la meilleure solution pour contrôler le calicivirus dans les chatteries et refuges. Tout de même, une maîtrise complète du virus est très difficile car le calicivirus est très contagieux et les porteurs sains vont continuer à le propager.  Une éruption de VS-FCV au sein de humane society au Missouri en 2007 s'est terminée avec une euthanasie de tous les chats du refuge (environ 200), afin de la stopper complètement. Le FCV peut survivre plusieurs jours à plusieurs semaines dans un environnement sec, et plus encore dans un environnement humide et frais. Les produits désinfectants (des sels désinfectants) ne sont pas très efficaces, mais une dilution d'un produit détachant avec un détergent à raison de 1:32 pendant un temps prolongé semblent éliminer le virus.

## La recherche
Du fait de sa ressemblance du calicivirus à norovirus, la cause principale de gastroenteritis  (gastro-entérite) chez l'humain, le FCV est utilisé comme substitut de ce dernier dans les recherches.  Les études ont été menées afin de vérifier la survie du FCV dans la nourriture, l'efficacité à éliminer le FCV lors du lavage des mains et l'emploi du gaz de l'ozone à éliminer le FCV dans les chambres d'hôtels, les cabines des bateaux de croisière, ainsi que dans des hôpitaux. Il est également utilisé dans les recherches sur les Caliciviridae grâce à sa propriété à être l'un des rares virus à être cultivé facilement "in vitro".

## Référence biologique
- (en) ICTV : Feline calicivirus  (consulté le 28 février 2021)